# 203ª Divisione costiera
La 203ª Divisione Costiera fu una grande unità di fanteria del Regio Esercito italiano durante la seconda guerra mondiale.

## Storia
La divisione fu costituita il 1º luglio 1943 (determinazione come da Circolare n. 75080 del 23/06/1943 dello S.M.R.E. - Uff. Ordinamento - 2ª Sezione) per trasformazione della XIII Brigata costiera di stanza nella Sardegna meridionale. Posta alla dipendenze del XIII Corpo d'Armata del gen. C.A. Gustavo Reisoli Matthieu, il suo comando era di stanza a San Vito ed aveva la responsabilità della difesa costiera sul settore meridionale dell'isola. La grande unità si arrese agli Alleati nel settembre 1943.

## Ordine di battaglia: 1942
- 126º Reggimento costiero
- 174º Reggimento costiero
- 203º Reggimento artiglieria.[1]

## Comandanti (1941-1943)
- Gen. D. Adolfo Sardi.[1]